# Спомен костурница учесницима Топличког устанка
Спомен костурница учесницима Топличког устанка подигнута је 1927. године у рову иза нишке тврђаве. Док је спомеником означена 1937. године. 
Наслања на зид тврђаве и састоји се од централног правоугаоног дела са лучним отвором за костурницу, која лежи на заједничком бетонском постољу. Са обе стране средишњег дела степенасто се пружају два крила која приказују ширину места на коме су стајале стрељане жртве. На централном делу је бронзани рељеф са чином стрељања. Рељеф је ауторско дело вајара Славка Милетића. Костурница је обележје жртвама бугарског терора у периоду Првог светског рата и након угушења Топличког устанка 1917. године. На две спомен плоче уписана су 33 имена убијених родољуба и учесника Топличког устанка, иако се процењује да је страдало 4000 људи. У току Другог светског рата бугарски фашисти су уништили костурницу, насилним отварањем саркофага са костима и ломљењем спомен плоче. 
Народни музеј у Нишу је 1951. године извршио поправке на гробници и прикупио кости које су окупатори разбацали у рову око споменика, саставивши их у лимени саркофаг, а потом је бетонском плочом затворен отвор костурнице.

## Споменик културе
Спомен костурница учесницима Топличког устанка у рову Нишке тврђаве спада у Непокретна културна добра на територији општине Црвени крст, града Ниша.
На основу одлуке Извршног савета Скупштине општине Ниш 1983. године додаје се на списак Завода за заштиту споменика културе у Нишу и заведена је као непокретно културно добро: споменик културе.